# Liste der Baudenkmäler in Wenzenbach
Auf dieser Seite sind die Baudenkmäler in der Oberpfälzer Gemeinde Wenzenbach zusammengestellt. Diese Tabelle ist eine Teilliste der Liste der Baudenkmäler in Bayern. Grundlage ist die Bayerische Denkmalliste, die auf Basis des Bayerischen Denkmalschutzgesetzes vom 1. Oktober 1973 erstmals erstellt wurde und seither durch das Bayerische Landesamt für Denkmalpflege geführt wird. Die folgenden Angaben ersetzen nicht die rechtsverbindliche Auskunft der Denkmalschutzbehörde.

## Baudenkmäler nach Ortsteilen

### Wenzenbach
| Lage                                             | Objekt                                                        | Beschreibung | Akten-Nr.     | Bild                           |
| ------------------------------------------------ | ------------------------------------------------------------- | --- | ------------- | ------------------------------ |
| Am Schloß 2; Am Schloß 4; Am Schloß 6 (Standort) | Schloss Schönberg                                             | Dreigeschossiger Walmdachbau über nach Süden unregelmäßig gebrochenem Grundriss mit Erker, Kernbau 1253/54 (dendrochronologisch datiert) mit mittelalterlicher Erweiterung, prägende Umbauten vom späten 17. bis frühen 18. Jahrhundert und um 1770/71 (dendrochronologisch datiert), Dachstuhl 1820/23 bezeichnet, Schlosskapelle St. Joseph; mit Ausstattung; Kelleranlage eines ehemaligen, in Fragmenten erhaltenen Nebengebäudes, zwei parallele tonnengewölbte Keller aus Bruchsteinmauerwerk, wohl zweite Hälfte 16. Jahrhundert; Teile der Ringmauer mit Schalentürmen; Zwingermauer mit Graben und äußere Mauer, Granitbruchstein, wohl spätmittelalterlich | D-3-75-208-2  | weitere Bilder                 |
| Hauptstraße 14 (Standort)                        | Polygonalchor und Flankenturm der kath. Pfarrkirche St. Peter | Spätgotisch, 1477 (dendrochronologisch datiert), neugotisch überformt; mit Resten der historischen Ausstattung | D-3-75-208-4  | weitere Bilder                 |
| Nähe Kapellenweg (Standort)                      | Figur des hl. Johannes Nepomuk                                | Figur zwischen zwei Engeln, auf gespiegeltem Sockel mit Opferstock, spätbarock, bezeichnet 1728 | D-3-75-208-3  | Figur des hl. Johannes Nepomuk |
| Pestalozzistraße (Standort)                      | Hohe Kreuzsäule                                               | Dreinageltypus auf Achteckpfeiler mit Reliefs und rückseitiger Inschrift, Kalkstein, spätgotisch, 15. Jahrhundert | D-3-75-208-5  | Hohe Kreuzsäule                |
| Pestalozzistraße (Standort)                      | Steinkreuz                                                    | Griechische Form mit verbreiterten Enden, Sandstein, spätmittelalterlich | D-3-75-208-19 | Steinkreuz                     |

### Abbachhof
| Lage                   | Objekt                                      | Beschreibung | Akten-Nr.    | Bild                                        |
| ---------------------- | ------------------------------------------- | --- | ------------ | ------------------------------------------- |
| Abbachhof 1 (Standort) | Profanierte Kirche des ehemaligen Gutshofes | Gestelzter Saalbau mit Satteldach, Granitquader, 12. Jahrhundert; Wegkapelle, giebelständiger Satteldachbau, neugotisch, um 1875 | D-3-75-208-6 | Profanierte Kirche des ehemaligen Gutshofes |

### Birkenhof
| Lage                   | Objekt                    | Beschreibung | Akten-Nr.    | Bild                      |
| ---------------------- | ------------------------- | --- | ------------ | ------------------------- |
| Birkenhof 1 (Standort) | Kath. Kapelle St. Andreas | Giebelständiger Saalbau mit eingezogener Apsis und verschindeltem Giebeldachreiter, romanischer Granitquaderbau, 12. Jahrhundert; mit Ausstattung | D-3-75-208-7 | Kath. Kapelle St. Andreas |

### Gonnersdorf
| Lage                           | Objekt     | Beschreibung                                                                                     | Akten-Nr.    | Bild       |
| ------------------------------ | ---------- | ------------------------------------------------------------------------------------------------ | ------------ | ---------- |
| Böhmerwaldstraße 21 (Standort) | Wegkapelle | Traufständiger Satteldachbau mit Vordach auf Pfeilern und Putzgliederungen, Ende 19. Jahrhundert | D-3-75-208-8 | Wegkapelle |

### Grünthal
| Lage                          | Objekt                   | Beschreibung                                                                                         | Akten-Nr.    | Bild                     |
| ----------------------------- | ------------------------ | --- | ------------ | ------------------------ |
| Brandlbergstraße 3 (Standort) | Kriegergedächtniskapelle | Oktogonbau mit Dachreiter, Vordach auf Säulen und Putzgliederungen, neubarock, 1923; mit Ausstattung | D-3-75-208-9 | Kriegergedächtniskapelle |

### Hauzenstein
| Lage                      | Objekt                                | Beschreibung | Akten-Nr.     | Bild                                  |
| ------------------------- | ------------------------------------- | --- | ------------- | ------------------------------------- |
| Gambach (Standort)        | Brückenfigur des hl. Johannes Nepomuk | Figur auf Sockel mit Inschriften und Wappen, Kalkstein, neugotisch, bezeichnet 1872 | D-3-75-208-11 | Brückenfigur des hl. Johannes Nepomuk |
| Schloßstraße 4 (Standort) | Schloss                               | Dreigeschossiger Walmdachbau mit Flankenturm, Zwiebelhaube und Putzgliederungen, rückwärtig zweigeschossiger Flügel mit Satteldach und zweigeschossiger Mansarddachbau mit Zwerchhaus, 17./18. Jahrhundert, Umbauten 1915, Schlosskapelle im Erdgeschoss, 1835; mit Ausstattung; Torpfosten mit sitzenden Löwen und Gusseisenzaun, um 1870; Ehemaliges Verwalterhaus, zweigeschossiger, gruppierter Massivbau mit Schopfwalmdächern und Putzgliederung, bezeichnet 1902 (Schloßstraße 3) | D-3-75-208-10 | weitere Bilder                        |

### Hölzlhof
| Lage                               | Objekt                       | Beschreibung | Akten-Nr.     | Bild                         |
| ---------------------------------- | ---------------------------- | --- | ------------- | ---------------------------- |
| Hölzlhof 1; Spitzbreite (Standort) | Wohnhaus des ehem. Gutshofes | Zweigeschossiger, gestelzter und traufständiger Satteldachbau mit Treppengiebel, Ende 19. Jahrhundert, im Kern 16. Jahrhundert, Portal klassizistisch; Gartenhaus, zweigeschossiger Mansardwalmdachbau, 2. Hälfte 18. Jahrhundert; Gartenmauer mit kugelbekrönten Pfeilern, barock, wohl 18. Jahrhundert; Hofkapelle, traufständiger Satteldachbau mit Dachreiter, bezeichnet 1912; mit Ausstattung | D-3-75-208-12 | Wohnhaus des ehem. Gutshofes |

### Irlbach
| Lage                           | Objekt                                                    | Beschreibung | Akten-Nr.     | Bild           |
| ------------------------------ | --------------------------------------------------------- | --- | ------------- | -------------- |
| Grünthaler Straße 5 (Standort) | Pfarrhof                                                  | Zweigeschossiger, gestelzter und traufständiger Satteldachbau, um 1600, Umbau 1791; Gartenmauer mit Hoftor, 18. Jahrhundert                                                                    | D-3-75-208-13 | Pfarrhof       |
| Grünthaler Straße 7 (Standort) | Historische Teile der kath. Pfarrkirche Mariä Himmelfahrt | Polygonaler Chor und Chorflankenturm mit Treppengiebel, 1347, im Kern romanisch, Turm noch mittelalterlich, und Sakristei, bezeichnet 1787; mit Ausstattung (teilweise auch im Neubau 2003–06) | D-3-75-208-14 | weitere Bilder |

### Thanhausen
| Lage                               | Objekt                          | Beschreibung | Akten-Nr.     | Bild                            |
| ---------------------------------- | ------------------------------- | --- | ------------- | ------------------------------- |
| Hauzensteiner Straße 35 (Standort) | Kapelle zum Gegeißelten Heiland | Giebelständiger und abgewalmter Satteldachbau mit Dachreiter und Putzgliederungen, 18. Jahrhundert; mit Ausstattung | D-3-75-208-15 | Kapelle zum Gegeißelten Heiland |
| Stockäcker (Standort)              | Stundenstein                    | Stele mit Markierung von drei Wegstunden nach Regensburg, Sandstein, wohl mittelalterlich                           | D-3-75-208-16 | weitere Bilder                  |